# Салех, Ясин аль-Хадж
Яссин аль-Хадж Салех (араб. ياسين الحاج صالح‎; род. 1961) — сирийский публицист и политический диссидент левого толка, пишущий на политические, социальные и культурные темы, касающиеся Сирии и арабского мира.

## Биография
С 1980 по 1996 год сидел в тюрьме в Сирии за членство в Сирийской коммунистической партии (Политбюро) Рияда аль-Турка, которую он сам называет «коммунистической продемократической группой». Впрочем, он также заявил, что проведённое за решёткой время позволило ему вырваться из «внутренних тюрем узкой политической принадлежности [и] жёсткой идеологии». Яссина аль-Хаджа Салеха арестовали, когда он изучал медицину в Алеппо и провёл в заключении шестнадцать лет, последний из которых — в тюрьме Тадмур. В 2000 году он сдал последний экзамен как врач общей практики, но никогда не практиковал.
Кроме того, что Салех известен своими собственными книгами и статьями, он также помог запустить в 2012 году двуязычное издание AlJumhuriya.net, которое журналист Ким Гаттас оценил как «онлайн-платформу арабских новостей, которая является одним из лучших источников информации и анализа в регионе».
Ему присуждена премия принца Клауса за 2012 год как «дань уважения сирийскому народу и сирийской революции». Он не смог получить награду, поскольку тогда скрывался среди сирийского подполья. В 2017 году награждён шведской премией Курта Тухольского.
Салех был одним из докладчиков на двухдневном антикапиталистическом форуме, проходившем в Анкаре (Турция) 23-24 ноября 2013 года. Кроме того, он выступал в Амстердаме 15 июня 2014 года на мероприятии «Сообщение об изменениях — истории из арабского региона», совместно организованном Human Rights Watch и World Press Photo.
Аль-Хадж Салех женат на Самире Халиль — коммунистической диссидентке, революционной активистке и бывшей политической заключённой, пропавшей без вести со времени похищения в Думе в декабре 2013 года вместе с тремя своими коллегами (Разан Зейтуне, Ваилем Хамадом и Наземом Хаммади).
После 21 месяца укрывательства в Дамаске и остальной Сирии от розыска и преследований как правительства, так и радикальных исламистских боевиков он бежал в Турцию и жил в Стамбуле до 2017 года. Аль-Хадж Салех сейчас является сотрудником Берлинского института перспективных исследований (Wissenschaftskolleg zu Berlin).
В ноябре 2021 года посещал Украину для участия в панельной дискуссии «Новые альянсы во времена новых авторитаризмов» в рамках Киевской биеннале. В апреле 2022 года с Вафой Мустафой участвовал в дискуссии украинских и сирийских активистов «Наши раны могут быть мостами: нити, которые связывают нас от Сирии к Украине».

## Труды
Один из самых влиятельных арабских писателей и диссидентов, а также выдающийся интеллектуальный голос сирийской революции, Яссин аль-Хадж Салех пишет на политические, социальные и культурные темы, касающиеся Сирии и арабского мира, для нескольких арабских газет и журналов за пределами Сирии. Регулярно сотрудничает в лондонской газете Al-Hayat, египетском левом журнале Al-Bosla и сирийском онлайн-издании The Republic.
Среди его книг (большинство на арабском):
- Syria in the Shadow: Glimpses Inside the Black Box (2009, Dar Jidar);
- Walking on One Foot (2011, Dar al-Adab, Beirut), a collection of 52 essays about Syrian affairs, written between 2006 and 2010;
- Salvation O Boys: 16 Years in Syrian Prisons (2012, Dar al-Saqi, Beirut);
- The Myths of the Latters: A Critique of Contemporary Islam and a Critique of its Critique (2012, Dar al-Saqi, Beirut);
- Deliverance or Destruction? Syria at a Crossroads (2014, Cairo Institute for Human Rights Studies);
- The Impossible Revolution: Making Sense of the Syrian Tragedy (2017, Hurst Publishers, London) [In English].

### Переводы на русский и украинский
- Почему Украина — это продолжение Сирии // Спільне, 11.03.2022.
- Плинний імперіалізм, що поглинув Сирію // Спільне, 18.12.2023
- Американоцентричная теология Хомского искажает реальность
- Сирия и левые